# Phyllonorycter similis
Phyllonorycter similis är en fjärilsart som beskrevs av Tosio Kumata 1982. Phyllonorycter similis ingår i släktet guldmalar, och familjen styltmalar. Inga underarter finns listade i Catalogue of Life.